# 96.
◄ | 1. stoljeće pr. Kr. | 1. stoljeće | 2. stoljeće | ►
◄ | 60-ih | 70-ih | 80-ih | 90-ih | 100-ih | 110-ih | 120-ih | ►
◄◄ | ◄ | 93. | 94. | 95. | 96. | 97. | 98. | 99. | ► | ►►
Astronomija • Književnost • Kršćanstvo

## Smrti
- 18. rujna – Domicijan, rimski car (* 51.)

## Vanjske poveznice
|  | Zajednički poslužitelj ima još gradiva o temi 96. |